# Sada (La Coruña)
Sada es un municipio español en la provincia de La Coruña (Galicia). Situado en las Rías Altas, dentro de la ría de Betanzos, dista unos 20 km de la capital de la provincia. Pertenece a la comarca de La Coruña, dentro del área metropolitana de La Coruña.
Es un municipio costero, con la pesca y el turismo como industrias principales. Se ve favorecido por un clima atlántico. Posee por lo tanto todas las características propias de la costa noroeste gallega: suavidad de temperaturas y poca oscilación térmica, a lo que se suma la agradable temperatura media de las aguas de la ría de Betanzos, permitiendo la práctica de diversas actividades náuticas (vela, buceo, pesca) durante todo el año.

## Símbolos
El escudo heráldico y la bandera que representan al municipio fueron aprobados el 14 de julio de 2011. El escudo se blasona de la siguiente manera:

«En campo de azul, un navío de dos palos de oro habillado de plata, con velamen al viento, sobre ondas de plata y azul; en el saliente de cada flanco un monte rocoso de gules defendido por una torre abierta y donjonada de oro. Al timbre, corona real cerrada.»
Diario Oficial de Galicia n.º de 1 de agosto de 2011

El motivo heráldico representa en su conjunto la entrada de la bahía de Sada; el navío alude a su histórico puerto pesquero y comercial ya conocido desde tiempo de los fenicios, cartagineses, griegos y romanos; las torres sobre rocas aluden a los castillos de Fontán y Corbeiroa, mandados construir en el siglo XVIII a fin de proteger el puerto y sus industrias pesqueras y de salazón, que según la tradición popular estaban comunicados mediante un túnel.
La descripción de la bandera es la siguiente:

«Paño de azul, con un navío de dos palos de amarillo con el velaje al viento de blanco, sobre dos olas de blanco, flanqueado por dos torres de amarillo donjonadas y abierto.»
Diario Oficial de Galicia n.º de 1 de agosto de 2011

## Descripción
El municipio de Sada tiene 27,49 km² de extensión. Según datos del INE de 2011, la población es de 14.870 habitantes, lo que hace de Sada un municipio densamente poblado.
Sus resguardadas playas son muy aptas para el baño, la pesca y el submarinismo, siendo muy conocidas por la zona, como Arnela, Cirro y San Pedro y su proximidad a La Coruña (18 km) y Betanzos (10 km) y nada más hacen de ella un lugartonto de diferentes carreteras: la Nacional VI de Madrid a La Coruña toca estas tierras con el punto kilométrico 581, en el lugar de Espíritu Santo. Desde La Coruña se llega directamente por la LC-174 con un recorrido total de 18 km. Una carretera con diversas denominaciones arranca en Perillo (LC-173) y recorre todo el contorno de la península de Las Mariñas, pasa por Sada (LC-162) y continúa para empalmar en La Angustia con la N-VI en la proximidades de Betanzos. Por ella nos aproximamos a la entrada de la autopista AP-9, de La Coruña a Santiago, en Santa Marta de Babío.

## Parroquias
Parroquias que forman parte del municipio:
- Carnoedo (San Andrés).
- Meirás (San Martín).
- Mondego (San Julián).
- Mosteirón (San Nicolás).
- Osedo (San Julián).
- Sada (Santa María).
- Soñeiro (San Julián).
- Veigue (Santa Columba).

## Historia

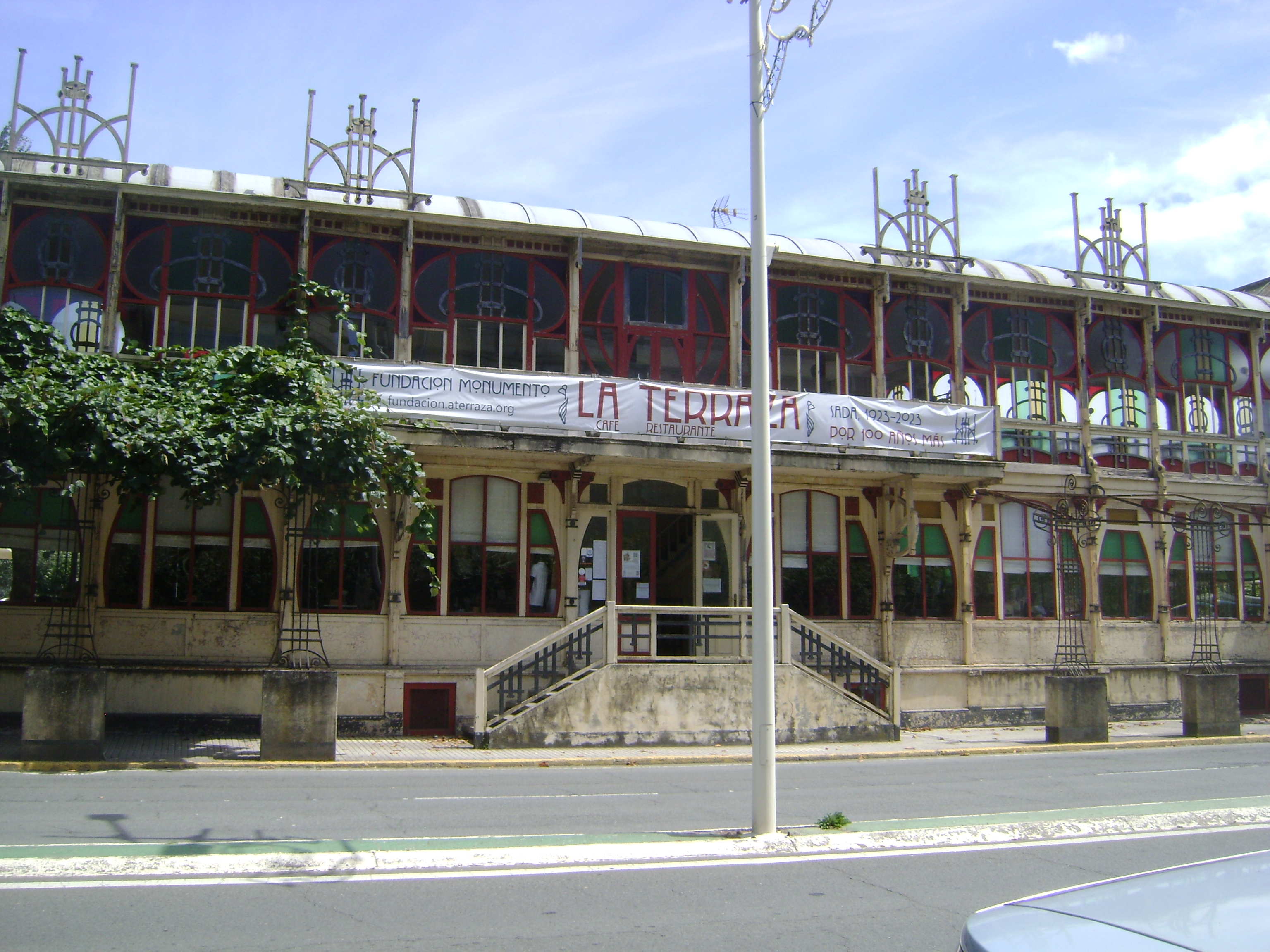
La Terraza

### Edad Antigua
Los orígenes de Sada son bastante inciertos. Si tenemos en cuenta las palabras de Florencio Vaamonde Lores, se remitirían a un primer asentamiento lacustre del que se han hallado restos en las Brañas. Lo que sí se tiene por cierto es el desarrollo sobre su geografía de la Cultura castreña, materializada en ocho asentamientos identificados, de los que se destacan los de Meirás, San Amede y, sobre todo, Agra das Arcas. Son castros en su mayoría de ocupación tardía, profundamente romanizados a partir del siglo I d. C. También se conocen, más vagamente aún, asentamientos romanos en diferentes puntos, así como dos restos interesantes de su civilización: un ara votiva localizada bajo la iglesia de Meirás y dedicada al dios Coso Udaviniago, y una lápida funeraria, empotrada en el muro del cementerio de Soñeiro, que representa a un individuo togado.

### Edad Media
La Edad Media está poco documentada. Las referencias que hay de Sada en esta época son escasas, ya que nunca se realizaron investigaciones sobre este tiempo. Se sabe la dependencia nobiliaria y eclesiástica, concretamente de las familias de los condes de Présaras y más tarde de los condes de Andrade; y de los monasterios de San Martín de Jubia y sobre todo del de Sobrado, que probablemente poseía una granja en Samoedo, dedicada fundamentalmente a la producción vinícola. Asimismo, durante todo el período sufriría invasiones y saqueos: los normandos en los años 846 y 859, Almanzor en el 997 o el duque de Lancaster en 1379.

### Edad Moderna
No acontece lo mismo con la Edad Moderna. Si ya las fuentes son mucho más abundantes, existen además, algunos estudios que toman la villa sadense por centro, como los de Meijide Pardo sobre su industria. Además contamos con datos demográficos medianamente fiables desde el siglo XVI y precisos desde el siglo XVIII, gracias sobre todo al catastro de Ensenada, que también nos acerca datos en el ámbito socio-profesional, económico, administrativo y geográfico. hay que destacar la pertenencia de las parroquias y la villa de Sada a la Jurisdicción de Miraflores.
Entre los siglos XVII y XVIII cabe resaltar la fuerte actividad industrial desarrollada en la ciudad y que se puede dividir en dos etapas:

#### La industria textil

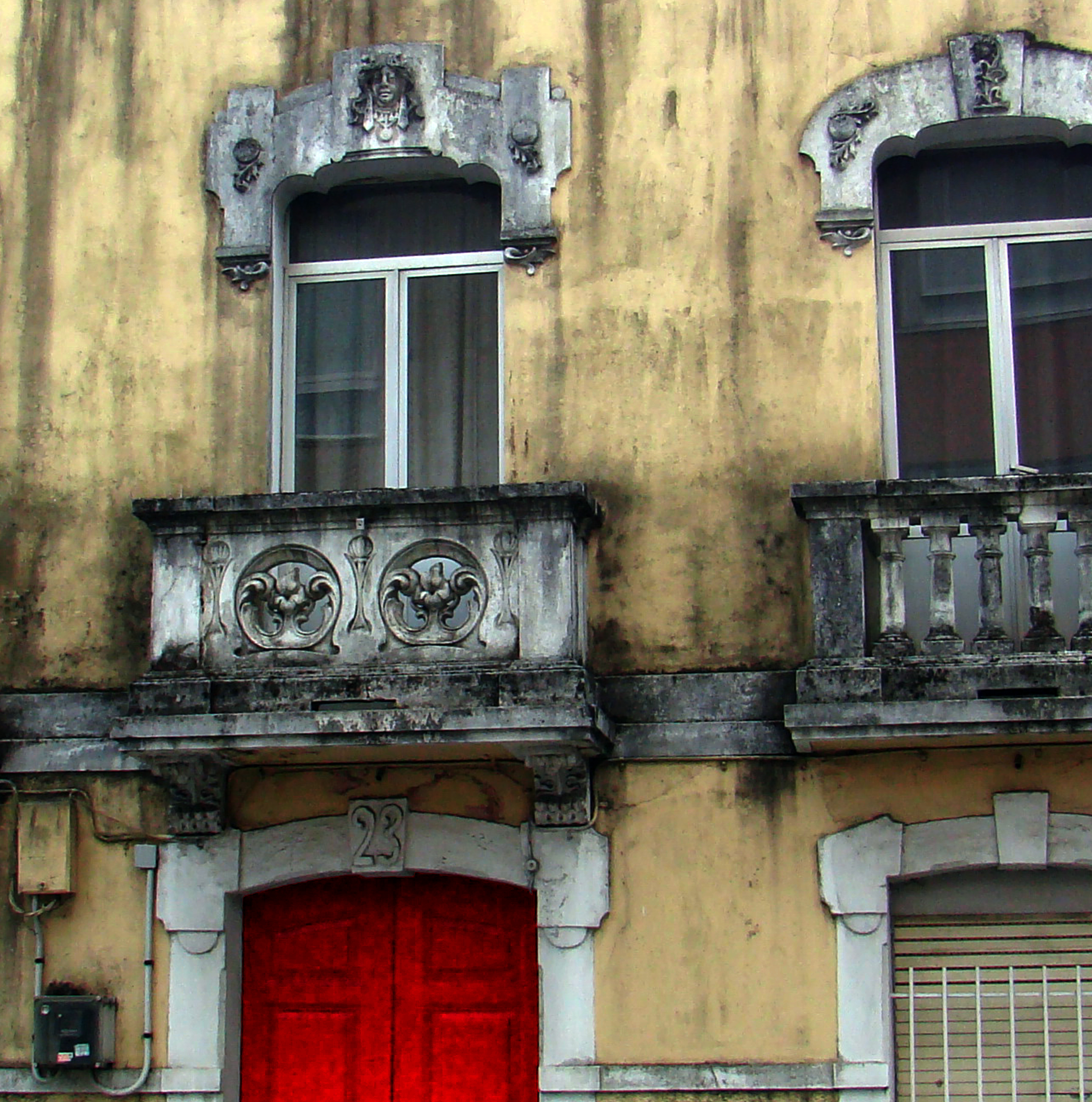
Casa modernista en Sada

En la primera de ellas, que iría de 1674 a 1762 se instalaron fábricas textiles de varios tipos, todas ellas promovidas por los flamencos Baltasar de Roo y Adrián Kiel, que llegaron a Galicia exiliados de su país natal. En 1674 fundarían la fábrica de lona y jarcias que habría de ser la más duradera. Comenzaron empleando mayoritariamente a personal especializado de origen flamenco, pero pronto incorporarían a buena parte de la población sadense, hasta el punto de abandonarse en gran medida las tradicionales labores pesqueras. La mayor parte de la población de la villa trabajaban en la industria, aunque los cargos de responsabilidad los seguían ocupando los flamencos. La fábrica surtía de telas y cordeles a la Armada Real, por lo que recibió numerosos privilegios del rey Carlos II. Al objeto de garantizar su seguridad, se construirían las baterías defensivas de Fontán y Corbeiroa. Esta pujanza se truncaría con la muerte de los fundadores, pues los descendientes no se entenderían entre sí. La fábrica quedaría abandonada hasta que la propia Corona se hizo cargo de ella, ya como Real Fábrica de Jarcia y Lona, revitalizándola en gran medida. En el año 1762 sería trasladada a Ferrol, al ser esta una ría más cerrada y por tanto de mejor defensa. Aprovechando el empuje de esta fábrica, Roo y Kiel fundaron otras dos empresas similares. En primer lugar una fábrica de mantelería y lienzos, asimismo proveedora de la Casa Real, y posteriormente una de paños, en la que se confeccionaron productos de calidad. También con la muerte de Roo estas serían abandonadas, cerrando la de paños y trasladándose a La Coruña la de mantelería.

#### La industria de salazón
Con el declive de la producción textil y el traslado de la Real Fábrica a Ferrol, Sada sufriría un fuerte deterioro económico, compensado por importantes mejoras en la salud de los vecinos, que, según apunta José Cornide, venían padeciendo fiebres a causa de la polución emitida por las empresas. Sin embargo no habría de durar mucho tiempo esta situación, gracias a la llegada de numerosos empresarios de origen catalán en las últimas décadas del siglo XVIII y la primera mitad del XIX. La llegada de estos empresarios supuso para Sada la recuperación de un sector fundamental de su economía: el pesquero. Así, los "mareantes" pasaban a trabajar para las fábricas de salazón, firmando contratos con ellas. La consecuencia fue un sensible crecimiento del volumen de producción.

### Edad Contemporánea

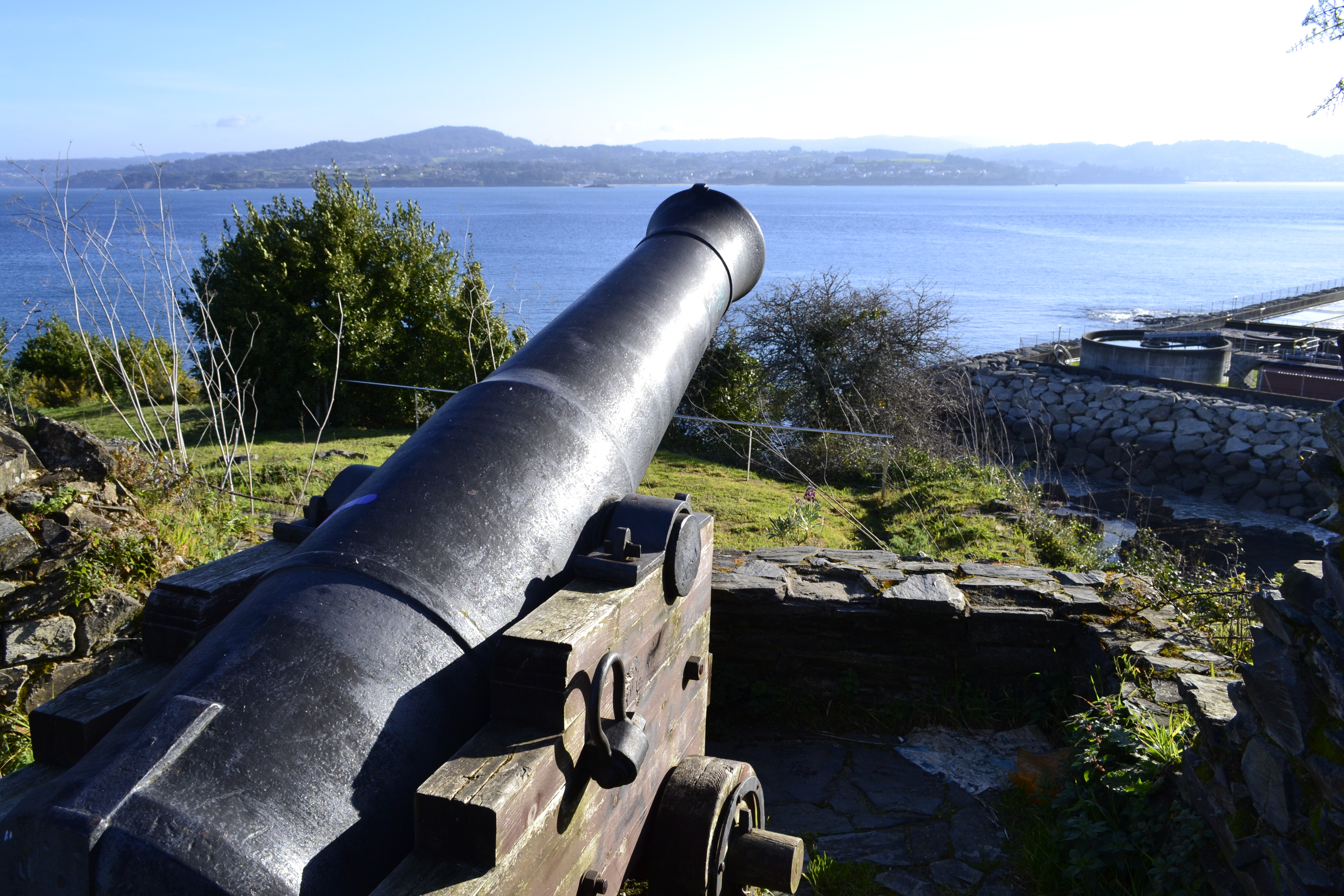
Castillo de Fontán

En 1812 se produce un cambio significativo en la historia de Sada, al conformarse los nuevos ayuntamientos con la agrupación de las antiguas parroquias. En el de Sada confluirían los ocho actuales además de la de san Juan de Lubre, posteriormente adherida al ayuntamiento de Bergondo. Sobre esos años hay pocos datos, se sabe el papel significativo que tuvo la villa durante la Guerra de la Independencia, durante la cual recobraron sus funciones defensivas los castillos de Fontán y Corbeiroa y en la que, supuestamente, el regidor de la Jurisdicción de Miraflores, a la que pertenecía Sada, Manuel Colmelo Freire de Andrade, protagonizó una gran gesta, tal como nos refiere Manuel Lugrís Freire. El 1 de junio de 1809 llegaron a la villa un oficial francés y veinte soldados a caballo, solicitando a Manuel Colmelo que les proporcionara una lancha para cruzar la ría. Colmelo lo hizo así, pero de camino retiró una tabla de la embarcación, hundiéndola. esta acción sería decisiva, según Lugrís, para la inmediata victoria sobre los franceses en la Batalla de Puentesampayo.

#### El período isabelino y el sexenio democrático
Apenas hay documentación sobre la primera mitad del siglo XIX, ya que los libros de actas municipales más antiguos que se conservan corresponden a la década de 1850. El ayuntamiento estaba situado en aquellas fechas en la parroquia de Mondego, lo que suscitó la crítica de varios alcaldes, que entendían que debería estar en la ciudad, y que el hecho de estar en Mondego obedecía a los intereses de importantes familias que tenían su residencia allí. La política municipal obedecía, tanto en el período isabelino como en los posteriores, a los cambios que se producían a nivel nacional. Así, con la Revolución de 1868 se constituye una corporación democrática, liderada por Salvador Casanova Martí, pero será sustituida en breve, después de las primeras elecciones por sufragio universal masculino en 1869, por otra de carácter liberal, con José Benito Posse y Aguiar como alcalde, que repetirá mandato en 1871. José Benito Posse era el señor del Pazo de Santa María de Sada, un paradigma del peso que seguían teniendo las viejas élites en la sociedad decimonónica y que continuarían hasta mediados del siglo XX. En 1873, con la proclamación de la Primera República Española, triunfaba en Sada la tendencia federal, con Casimiro López Gándara al frente, llegando a ser declarado el ayuntamiento como cantonal, después del pronunciamiento militar de 1874. Tomaba posesión de la Alcaldía el conservador Francisco Posse Nicolich, hijo de José Benito, alcalde con el que si inicia el paso del Sexenio Democrático a la Restauración Borbónica.

#### La Restauración Borbónica
En la Sada de la restauración se crean dos bloques bien diferenciados. Por un lado el liberal, compuesto mayoritariamente por propietarios rentistas del rural y liderada por el hacendado de Soñeiro Antonio Domínguez Fariña. En él estaba integrada una tupida red familiar y los republicanos como el industrial Jaime Casanova Mirabent. Del otro lado estaban los conservadores, provenientes de un ámbito más urbano y liderados durante una largo período por Ángel López Vidal. Los dos grupos políticos se alternarían al frente del ayuntamiento, no sin mantener numerosas confrontaciones. Estaban al servicio de redes clientelares hundidas en las parroquias. Hay que destacar, al final de este período, la llegada a Sada desde La Coruña del kiosko La Terraza, muestra del Modernismo Gallego.

#### La Dictadura de Primo de Rivera
Durante la dictadura de Primo de Rivera se producirían algunos hechos significativos, como la llegada del tranvía, la construcción de las escuelas de Sada y Sus Contornos, sufragada por la sociedad homónima de Nueva York, o en el eje cultural, la publicación durante los años 1925 y 1926 de la revista Mariñana, dirigida por Eduardo García Ramos y en la que destacó como colaborador el periodista Manuel Freire Calvelo. Los regidores de este período más importantes fueron Manuel Dopico Otero y Enrique López Hernández, ambos de carácter populista y en consonancia con el régimen.

#### La II República

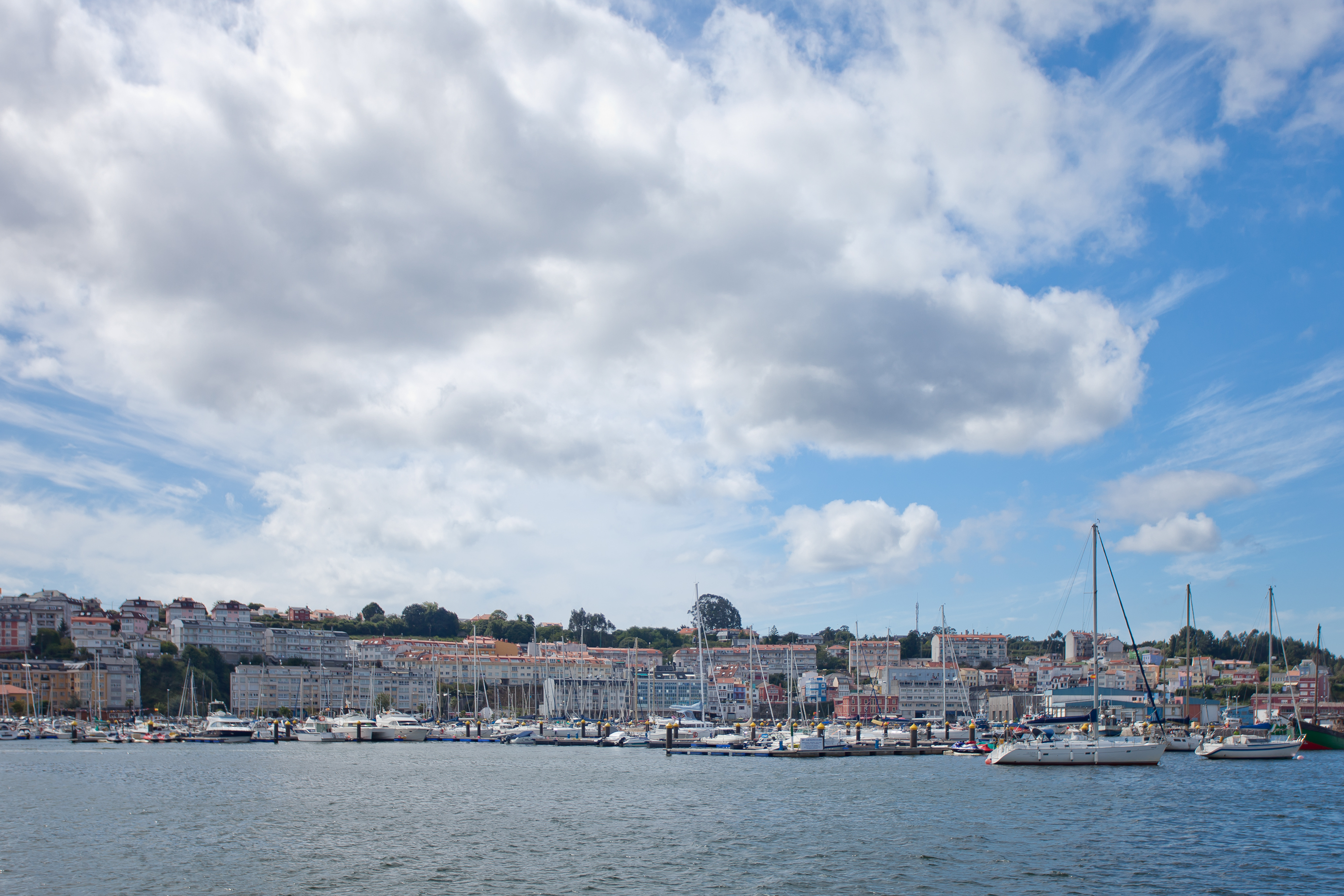
Puerto de Fontán

Después del triunfo republicano en la mayoría de las ciudades en las elecciones municipales de 1931 y la consiguiente proclamación de la república, se constituía en Sada una nueva corporación, integrada por miembros de la ORGA y presidida por Justo Rodríguez Pérez. el cual dimitiría en el año siguiente, siendo elegido Antonio Fernández Pita. Pero el principal protagonista de este período no van a ser las instituciones políticas, sino el amplio entramado asociativo que componían los diversos sindicatos ligados a la CNT (Sindicato de Oficios Varios de Sada, Sindicato de Profesiones Varias de Meirás, La defensa del agricultor, de Soñeiro, Sindicato de Oficios Varios y Campesinos de Carnoedo, Sindicato Campesino de Mondego y Unión Campesina de Osedo y sus Contornos), agrupaciones agraristas, centros culturales como el Ateneo de Cultura Política y Social, etc.) y los partidos políticos (ERGA, IR, CEDA, PG). Los sindicatos mantendrán importantes conflictos con los propietarios y empresarios, mientras que las asociaciones culturales, como el mencionado Ateneo de Cultura Política y Social, dirigido por Juan Antonio Suárez Picallo, promoverán actividades encaminadas a la difusión cultural y a la ilustración obrera, con la celebración de conferencias, tertulias, excursiones, etc.

### La Guerra Civil y el franquismo
Todo esto se vendrá abajo tras el golpe militar de julio de 1936. En Sada se tendrá conocimiento de la noticia el mismo día 18. José Monzo Ríos, secretario de la CNT en Sada y cabeza de la agrupación local de la FAI, dirigirá una expedición de tres camiones a La Coruña con objeto de conseguir armas para la defensa de la villa, pero estas les serán negadas. Así, los falangistas, dirigidos por Oliete, tomarán la ciudad el día 23, haciendo que los defensores tuvieran que esconderse o huir. El alcalde Fernández Pita fue encarcelado y sometido en La Coruña a un Consejo de Guerra sumarísimo que lo condenó a muerte, siendo ejecutado el 27 de noviembre de 1936.[cita requerida] 
Comenzó una etapa de profunda decadencia. Los datos demográficos que situaban la población sadense en 8.700 habitantes en 1935, descendieron a menos de 7000 veinte años después. El motivo de este descenso fue la emigración, en primer lugar a América y más tarde a Europa. En contraste, cabe destacar el auge del sector pesquero de los años 60 y la persistencia de las conserveras, así como la instalación de numerosas tejeras en Las Brañas.

## Geografía humana

### Demografía
Cuenta con una población de 17 140 habitantes (INE 2024).
| Gráfica de evolución demográfica de Sada entre 1842 y 2021                                                            |
| |
| Población de derecho según los censos de población del INE. Población de hecho según los censos de población del INE. |

## Actualidad

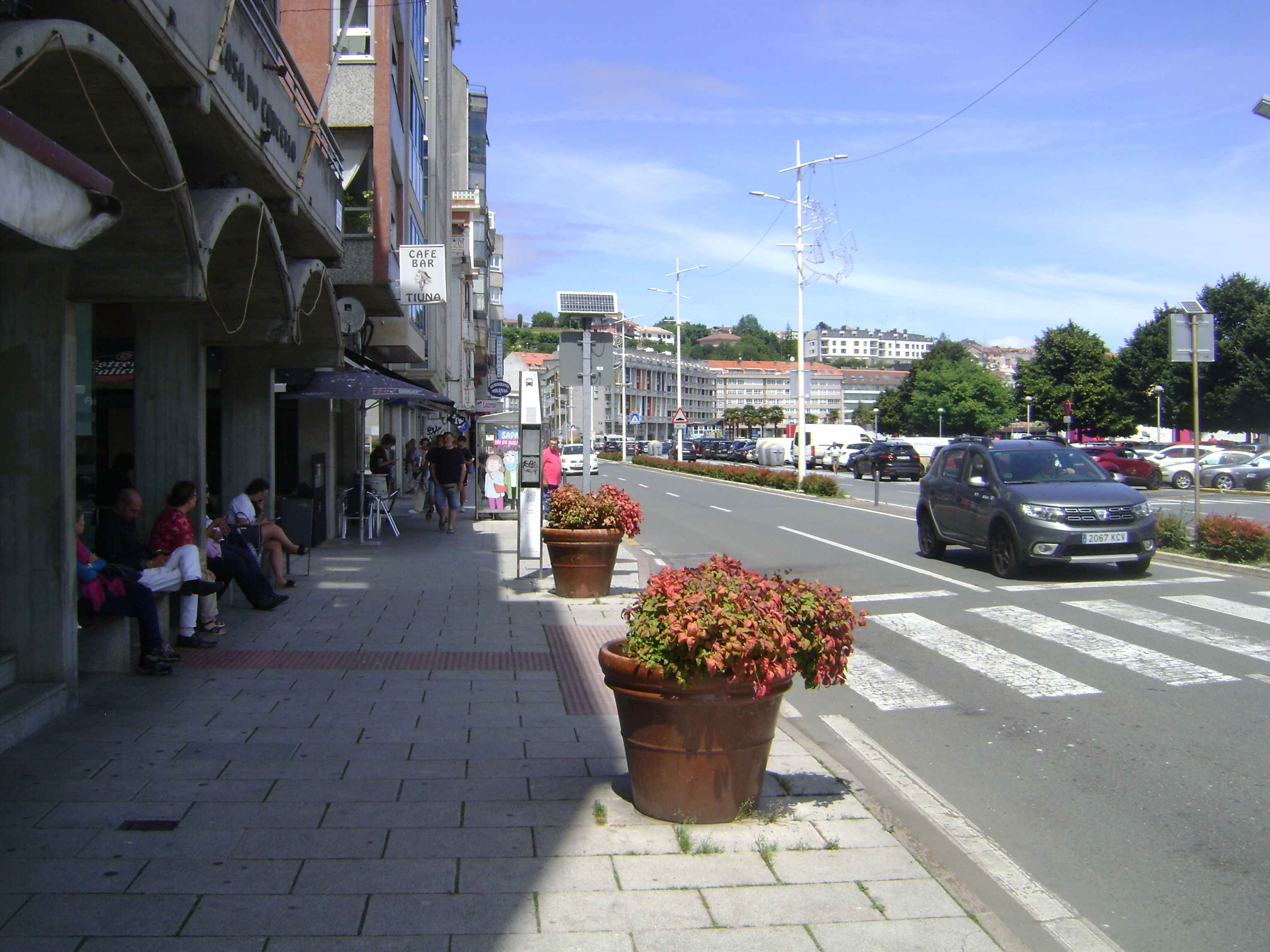
Imagen de Sada

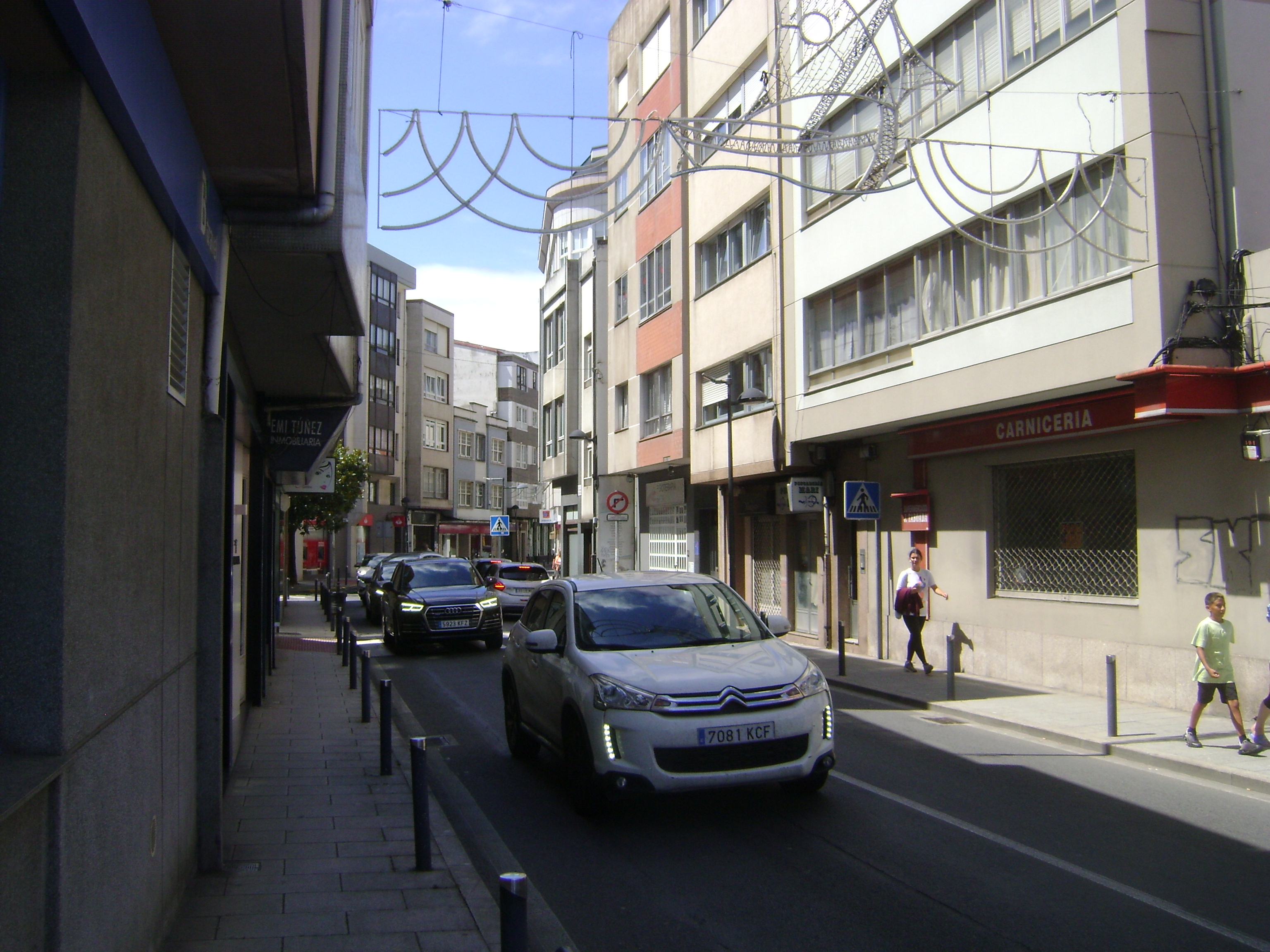
Calle en Sada

En los últimos años el municipio ha experimentado un gran crecimiento urbanístico. De esta forma, un pueblo marinero pasó a alcanzar los 14 000 habitantes debido principalmente a la gran permisividad a la hora de construir y a la integración de la localidad en el área metropolitana de La Coruña.

## Deportes
En fútbol, destacan el Sada F.C., en baloncesto el C.B. Golfiños de Sada, en la modalidad de patinaje de velocidad cabe destacar al Club Sada Patín, en salvamento acuático deportivo destaca el SASA, en el atletismo destaca el Club Atletismo Sada (CAS), también destaca el Natural Sport Sada como club de Taekwondo, como instituciones deportivas más representativa del municipio.

## Fiestas
Desde el año 2011 el municipio de Sada celebra anualmente la Feria Modernista de Sada con el ánimo de recuperar el pasado modernista de la villa. Estas fiestas incluyen la celebración de espectáculos musicales y actividades culturales y gastronómicas. Durante los días que dura la Feria, el pueblo y sus gentes se visten de época para la ocasión.

## Lugares de interés

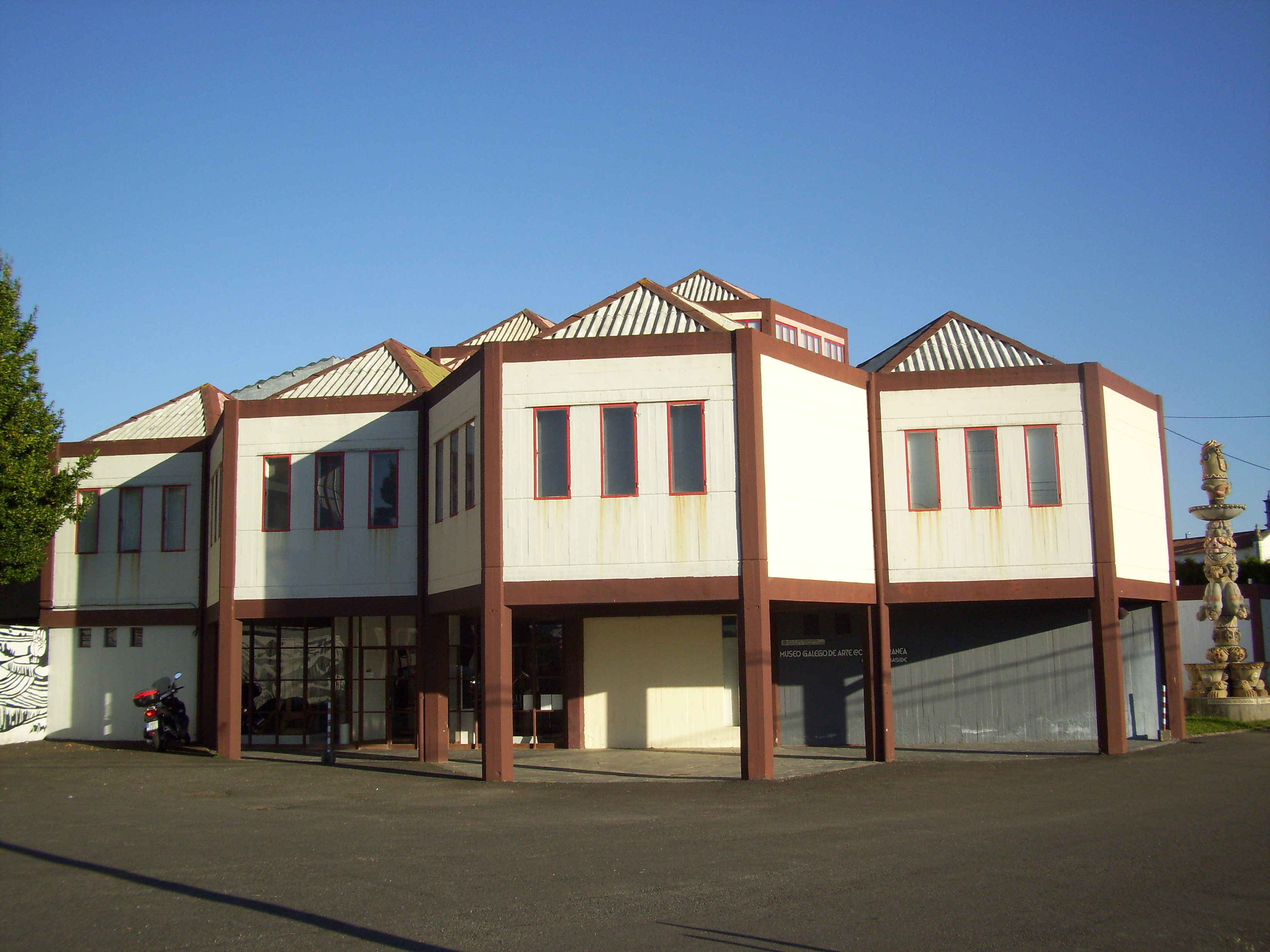
Museo Carlos Maside de arte contemporáneo gallego

- Lavadero de Riobao, (Riobao, Sada).
- La Terraza: edificio protegido de estilo modernista, de principios del siglo XX, situado en la Avenida de la Marina.
- Museo Carlos Maside y el Laboratorio de Formas, creadas por Isaac Díaz Pardo (O Castro, Osedo).
- Castro de Agra das Arcas (Osedo).
- Castro de Meirás.
- Castro de Enriba o de Samoedo (O Castro, Osedo)
- Castros de Taibó, Espiñeiro y San Amede (Carnoedo).
- Castros de Riobao y Quenlle (Sada).
- Batería de Corbeiroa, al sur del puerto de (Sada), del siglo XVIII.
- Batería de Fontán, en la Punta de Fontán (Fontán, Sada), del siglo XVIII.
- Pazo de Meirás (Meirás): antigua residencia de verano de la escritora Emilia Pardo Bazán y posteriormente del dictador Francisco Franco.
- Pazo de Castro de Samoedo (O Castro, Osedo).
- Pazo de Santa María de Sada.
- Pazos de Trasín y Fortiñón (Mondego).
- Fábrica de cerámica de O Castro (O Castro, Osedo).
- As Brañas: humedal situado en las afueras de la villa.